# Ричард Дейна
Ричард Дейна (на английски: Richard Dana) е американски адвокат, експерт по морско право и писател на произведения в жанра мемоари, пътепис и документалистика.

## Биография и творчество
Ричард Хенри Дейна е роден на 1 август 1815 г. в Кеймбридж, Масачузетс, САЩ. Фамилията му се заселва в колониална Америка през 1640 г. Като момче учи в Кеймбридж, Масачузетс, при строг учител на име Самуел Барет, заедно с неговия колега, бъдещия поет Джеймс Ръсел Лоуел. Барет е много строг и налага наказания с бичуване. През 1825 г. постъпва в частно училище, ръководено от Ралф Уолдо Емерсън. През юли 1831 г. започва обучението си в Харвардския колеж на Харвардския университет, въпреки че е отстранен за шест месеца преди края на първата си година за подкрепа на студентски протест. През първата си година в колежа заболява от морбили, което му причинява офталмия (възпаление на очите) и води до отслабване на зрението му.
Напуска университета през 1834 г., заради отслабеното си зрение, решава да предприеме морско пътешествие и започва работа като юнга на брига „Пилигрим“, плаващ от Бостън до Калифорния (тогава част от Мексико) и нос Хорн. Издига се от юнга до опитен моряк и посещава редица пристанища като Монтерей, Вентура, Лос Анджелис, Сан Хуан Капистрано, Сан Диего, Санта Барбара, Санта Клара и Сан Франциско. Завръща се в Масачузетс на борда на кораба „Алерт“ на 22 септември 1836 г., след две години далеч от дома. По време на плаването си води дневник, в който описва преживяванията си на различни места на кораба. Описанията му свидетелстват за по-късното му социално чувство към потиснатите. След като става свидетел на бичуване на борда, се заклева да помага за подобряване на съдбата на обикновения моряк.
Преживяванията си като моряк описва в първата си книга, „Две години в кубрика“, издадена през 1840 г. Книгата веднага става популярна, а реалистичните описания я превръщат в класика. През 1946 г. книгата е екранизирана в едноименния филм с участието на Алън Лад, Рей Колинс и др. Впоследствие пише и други мемоари за живота си.
След морското си пътешествие се връща в Харвардския университет и следва право в юридическия факултет, който завършва през 1837 г. След дипломирането си, през 1840 г. става адвокат и експерт по морско право, много пъти защитавайки обикновените моряци, които са привлечени от книгата му. През 1841 г. издава книгата „Приятелят на моряка“, която става стандартен справочен текст за законните права и отговорности на моряците. Впоследствие все повече се ангажира с аболиционисткото движение (против робството). През 1848 г. присъства на основаването на Партията на свободната земя и на няколко пъти представлява безплатно роби бегълци, които са избягали от южните щати в Масачузетс и трябва да бъдат екстрадирани съгласно Закона за робите бегълци. През 1854 г., след процеса срещу избягалия роб Антъни Бърнс, е жестоко пребит на улицата от наемници. През 1861 г. Ейбрахам Линкълн го назначава за прокурор на Масачузетс. По време на Гражданската война успешно защитава във Върховния съд законността на конфискацията на кораби на Конфедерацията и блокадата на техните пристанища от кораби на Съюза. През 1864 г. е избран за член Американската академия на изкуствата и науките. В периода 1867 – 1868 г. е член на Масачузетския генерален съд, законодателната власт на щата. През 1878 г. се установява в Европа.
Ричард Дейна умира от усложнения от грип на 6 януари 1882 г. в Рим, Италия. Погребан е в протестантското гробище на града.
На негово име е кръстен град Дейна Пойнт, като и училища, път, улици и библиотеки.

## Произведения
- Two Years Before the Mast (1840) – мемоари[1]
Две години в кубрика, изд.: „Георги Бакалов“, Варна (1981), прев. Юлиан Константинов
- The Seaman's Friend: Containing a Treatise on Practical Seamanship, with Plates; A Dictionary of Sea Terms; Customs and Usages of the Merchant Service; Laws Relating to the Practical Duties of Master and Mariners (1841) – наръчник[3]
- To Cuba and Back (1859) – пътепис за пътуването му до Куба през 1850 г.[2]
- Journal of a Voyage round the World (1859 – 1860)
- Twenty-Four Years After (1869) – мемоари
- The Journal of Richard Henry Dana, Jr. (1968) – съставител Робърт Луцид

### Екранизации
1946 - Two Years Before the Mast